# I-Empire
I-Empire – drugi album studyjny rockowego zespołu Angels & Airwaves. Wydany został w listopadzie 2007 roku. Producentem jest wokalista zespołu, Tom DeLonge.

## Lista utworów
1. "Call to Arms" – 5:05
2. "Everything's Magic" – 3:51
3. "Breathe" – 5:33
4. "Love Like Rockets" – 4:50
5. "Sirens" – 4:19
6. "Secret Crowds" – 5:02
7. "Star of Bethlehem" – 2:07
8. "True Love" – 6:08
9. "Lifeline" – 4:15
10. "Jumping Rooftops" – 0:44
11. "Rite of Spring" – 4:22
12. "Heaven" – 6:38

### Utwory bonusowe
- "It Hurts" (Live from Del Mar) (UK and Indie) – 4:21
- "The Adventure" (Live from Del Mar) (Indie) – 5:18
- "The Gift" (Acoustic) (iTunes) – 3:48
- "The Adventure" (Acoustic) (Target) – 3:18
- "Good Day" (Acoustic) (Target) – 2:46
- "Everything's Magic" (Acoustic) (Best Buy) – 3:04
- "Do It for Me Now" (Acoustic) (Best Buy) – 3:46